# John Neilson
Pour les articles homonymes, voir Neilson.

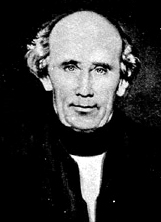
John Neilson, vers 1840

John Neilson, né le 17 juillet 1776 et mort le 1er février 1848, est un homme politique du Bas-Canada. Originaire d’Écosse, il fait fortune dans le domaine de l’imprimerie et du crédit. Il est notamment l’imprimeur et l’éditeur de la Gazette de Québec. Mieux connu pour son œuvre politique, il est un député à l’avant-plan dans les partis canadien et patriote. Modéré et fidèle à la Couronne britannique, il choisira le camp de l’Empire lors des rébellions de 1837-1838. Défenseur de l’Acte constitutionnel de 1791, il se sépare des patriotes lorsque leurs revendications démocratiques commenceront à aller au-delà du cadre colonial britannique. Revenu en politique par la suite, il sera un ferme opposant à l’Acte d’Union de 1840.

## Biographie

### Jeunesse et carrière dans l'imprimerie
Né en Écosse, dans le petit village de Dornal, John Neilson est le fils de William Neilson et d’Isabel Brown. On ne connaît que peu de choses sur son enfance avant qu’il n’émigre à Québec, capitale du Bas-Canada, en 1791. Il entre comme apprenti à l’imprimerie William Brown, appartenant à son oncle maternel. Celui-ci lègue à ses neveux John et Samuel son entreprise à son décès. John en devient l'unique propriétaire à la mort de son frère. Sous sa gouverne, l’imprimerie connaît des affaires florissantes, devenant même la plus grande consommatrice de papier de toute la colonie. Son journal sert sa carrière politique, même après qu’il l’ait cédé à son fils pour éviter de perdre les juteux contrats gouvernementaux, en vain. À titre de libraire, il offre un vaste éventail d'auteurs des Lumières, démontrant que les Canadiens de l'époque étaient moins coupés du monde que ce que l'on a pu penser: Montesquieu, Diderot, Voltaire, Condorcet, Pufendorf, Helvétius, Rousseau, Bernardin de Saint-Pierre, Linné, Condillac, Adam Smith, Malthus, Ricardo, Blackstone, Burke, Bentham, Dodsley figurent tous à son catalogue. Il devient propriétaire terrien, achetant plusieurs terres et s’intéressant au développement de l'agriculture. En 1819, il est nommé vice-président de la Société d’agriculture de Québec avant d’en prendre la tête de 1826 à 1832. Il s'engage dans la colonisation en installant de nombreuses familles arrivant d'Europe, majoritairement d'Écosse et d'Irlande, sur ses terres, principalement dans la région de Valcartier.
Dans le cadre de son entreprise d'impression, il fréquente tout le gratin intellectuel de la capitale, il a donc accès à tous les débats qui agitent le Bas-Canada en cette époque d'apprentissage du jeu parlementaire issu de l'Acte constitutionnel. Sa pensée politique se cristallise autour de la défense de l'Acte constitutionnel, un engagement qu'il maintiendra toute sa vie. 
Il épouse en 1797, à Trois-Rivières, une femme issue de la bourgeoisie canadienne, Marie-Ursule Hubert, nièce de l'évêque de Québec, Jean Hubert. Le mariage, célébré tant selon les rites presbytériens que catholiques, donnera 10 enfants. Les filles seront éduquées selon le rite catholique et les garçons selon les préceptes presbytériens. Cette volonté d'intégrer les rangs de la société d'accueil se répercute jusque dans le contrat de mariage, qu'il fera dresser selon la coutume de Paris. Impliqué dans les œuvres presbytériennes de Québec, Neilson n'en financera pas moins sa paroisse catholique. Cette volonté de réduire les tensions entre les nouveaux immigrants anglophones et les habitants canadiens le poussera bientôt à se lancer en politique.

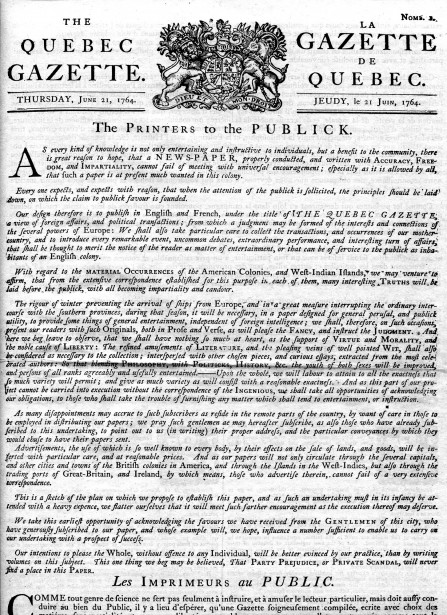
La gazette de Québec, journal de John Neilson

Il est un philanthrope très en vue dans le Bas-Canada. Son implication se concentre sur le milieu de l'éducation où son métier a pu lui faire prendre conscience des problèmes existant alors au Bas-Canada. Il aide par exemple directement des enseignants comme Louis Labadie de Berthier-en-Haut, Louis Vincent de l'école huronne de la Jeune-Lorette et Antoine Côté de Montmagny. Il finance également la Quebec Free School de Thaddeus Osgood. Il défendra auprès des instances coloniales de Londres le droit pour les prêtres catholiques d'organiser un réseau d'école dans la colonie malgré la méfiance des autorités de Londres, très anti-papistes. Il devient membre en 1821 d'un comité visant à développer l'éducation dans les campagnes et continuera toute sa vie à défendre cette cause.

### Vie politique d'un patriote modéré
Son engagement politique commence sous le signe d’un appui sans équivoque aux autorités britanniques. Il signe par exemple une déclaration de loyauté lors des émeutes de 1794. Il refuse aussi de critiquer, dans son journal, l’attitude du gouverneur Craig, qui en 1810, multiplie les arrestations inconstitutionnelles et les fermetures de journaux au nom de la lutte contre la France de Napoléon. L’action de Craig met en marche une série d’évènements qui conduiront Canadiens et Anglais sur la voie de la confrontation.
Élu lors d'une élection partielle en 1818, il le restera jusqu'à sa défaite de 1834. Membre du Parti Canadien, qui se renommera Parti patriote quelques années plus tard, il en est une importante caution morale. Anglophone, il contredit ainsi l'accusation des adversaires de son parti de n'être qu'au service des Canadiens français. Il gagne rapidement une notoriété qui explique son envoi en 1823 comme représentant de l'Assemblée législative du Bas-Canada à Londres, aux côtés de Louis-Joseph Papineau. Il sera à nouveau choisi en 1838 avec Cuvillier et Viger pour retourner à Londres défendre les demandes de réformes que le Parti patriote tente de faire adopter. Il est alors vu comme proche de Papineau, qui le couvre de compliments publics.
En juin 1828, il comparaît ainsi devant le comité des Communes chargé des affaires du Bas-Canada, ce qui nous a laissé un précieux témoignage de sa pensée politique. On peut y comprendre les fondements de son engagement idéologique auprès des patriotes ainsi que sa future opposition à son parti.  Il y défend notamment le contrôle par l'assemblée des budgets et des impôts de la colonie et l'indépendance des deux chambres face à l'exécutif. Il s'oppose aux avantages accordés aux anglophones dans l'attribution des terres et défend le maintien des lois civiles françaises ainsi que la place de l'Église Catholique au Bas-Canada. Bref, Neilson défend l'esprit de l'Acte constitutionnel et souhaite en améliorer l'application.

### Rupture avec les patriotes
« Du moment qu'on attaque la Constitution, on donne libre cours aux passions populaires. »

— John Neilson lors du débat sur les 92 résolutions.

« Dans un temps, on a des convictions, dans un autre, on en a d'autres. »

— Louis Hyppolite Lafontaine lui répondant.

« Les 92 Résolutions? Vraies: 11. mêlées de faussetés: 6. Fausses: 16. Douteuses: 17. Ridicules: 12. Répétitives: 7. Très injurieuses: 14. Fausses et séditieuses: 4. Bonnes ou indifférentes: 5 »

— John Neilson classant les 92 résolutions dans son journal .
Or, alors que l'opposition entre le Parti patriote et le Parti bureaucrate monte, Neilson se détache peu à peu de son parti. Patriote modéré, il est fidèle à l'esprit de la constitution et s'oppose à sa remise en question par Papineau. Il est tout aussi critique des valeurs républicaines qui prennent tranquillement racine dans le mouvement,. Plusieurs historiens insistent sur l'aspect national des débats: plus le débat se radicalise, plus les groupes tendent à se former sur la base de la langue. Filteau dira même que : «Son esprit droit l'avait amené à épouser la cause canadienne plus par sympathie pour la cause de la réforme politique que pour la cause des opprimés. Il était incapable de comprendre le programme national des patriotes. Les souffrances de ses alliés politiques lui étaient étrangères. Il les admettait, mais ne les ressentait pas.» La rupture officielle se fera lors du débat autour des 92 résolutions.
Opposé à leur critique de l'Acte constitutionnel et révolté par leur opposition aux autorités coloniales, Neilson et quelques députés patriotes modérés se joignent aux voix du Parti bureaucrate pour s'opposer au Parti patriote. Il tente de rédiger un contre-projet plus modéré, mais ne peut le faire adopter par une chambre majoritairement acquise aux idées contenues dans les 92 résolutions. En 1834, il se présente aux élections contre Papineau, avec qui ses relations sont désormais exécrables. Comme tous les anciens patriotes opposés aux 92 résolutions, il est défait.
Ne renonçant pas à faire entendre la voix de ce qu'il pense être la modération, il reste actif dans les milieux politiques du Bas-Canada. Il est nommé au conseil exécutif, ce qu'il refuse, puis au conseil législatif en 1837. En acceptant un poste non électif de la part du gouverneur, il s'attire par le fait même la réputation d'un Chouayen, appellation infamante héritée de l'époque de la Nouvelle-France. Sa modération n'empêchera pas la violente répression qui s'abattra sur le Bas-Canada après les rébellions de 1837-1838. Elle n'empêchera pas non plus l'adoption de l'Acte d'Union de 1840, duquel il sera un constant critique, toujours au nom de sa fidélité aux principes de l'Acte constitutionnel. Il est réélu à Québec en 1841 comme membre de l'Assemblée législative du Canada-Uni et entre au Conseil législatif du Canada-Uni en 1844. Il décède le 1er février 1848 à Cap-Rouge, laissant une importante fortune à ses héritiers.

## Hommages
Le boulevard Neilson a été nommée en son honneur, vers 1956, dans l'ancienne ville de Sainte-Foy, maintenant présent dans la ville de Québec.

### Écrits
- Aux électeurs du comté de Quebec/To the Electors of the County of Quebec, 1820
- Letter from L.J. Papineau and J. Neilson, Esqs., Addressed to His Majesty's Under Secretary of State on the Subject of the Proposed Union of the Provinces of Upper and Lower Canada., 1823 (en ligne)
- Report of the Special Committee of the House of Assembly of Lower-Canada, on the Petitions Against the Road Laws and the Office of Grand-Voyer, 1830
- Rapport du Comité spécial de la Chambre d'assemblée sur le Département du bureau de la poste dans la province du Bas-Canada, 1831
- Report of the Commissioners Appointed under the Lower Canada Act, 4th William IV. cap. 10, to Visit the United States' Penitentiaries, 1835
- First report. The Select Committee Appointed to Investigate and Report on the Outrages Alleged to Have Been Committed at the General Election in the Counties of Terrebonne, Montreal, Vaudreuil, Beauharnois, Chambly and Rouville, 1843

### Archives
- Les fonds d'archives de la Famille Neilson et de l'Imprimerie Neilson sont conservés au centre d'archives de Québec de Bibliothèque et Archives nationales du Québec[18].